# Louis d’Albret

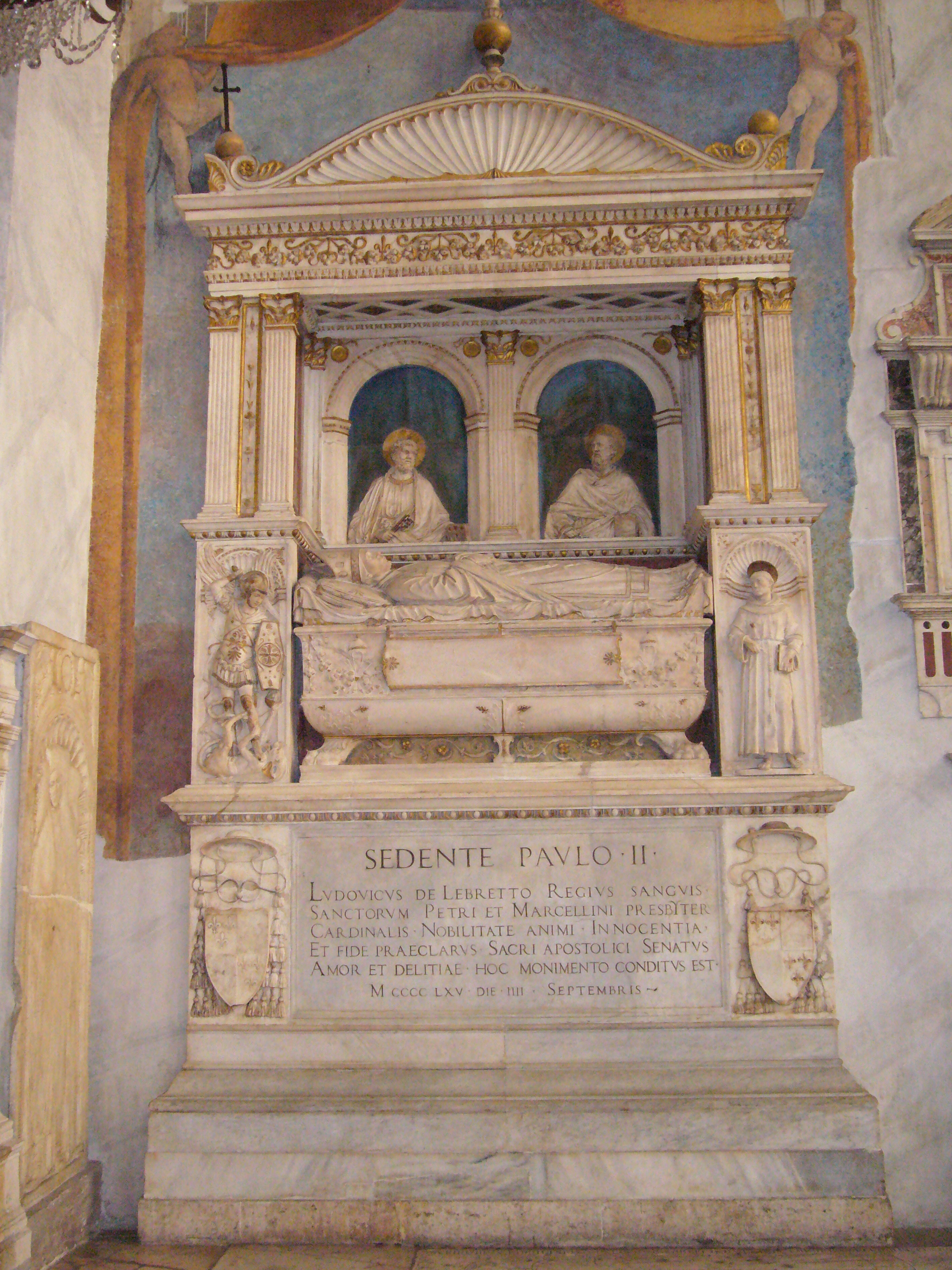
Grabmal in Rom, gestaltet von Andrea Bregno

Louis d’Albret (* 23. Dezember 1422; † 4. September 1465 in Rom) war Bischof von Aire, Cahors und Tarbes, sowie Kardinal der Römischen Kirche.

## Leben
Er wurde 1422 als Sohn von Charles II. d’Albret geboren. Im Jahr 1445 wurde er Bischof von Aire und 1460 Bischof von Cahors. Am 18. Dezember 1461 wurde er von Pius II. zum Kardinal erhoben und am 31. Mai 1462 wurde ihm die Titelkirche Santi Marcellino e Pietro zugewiesen. Für ein Jahr wurde er 1465 Bischof von Tarbes und war Kämmerer des Heiligen Kardinalskollegiums (italienisch: Camerlengo).
1464 nahm Kardinal d’Albret am Konklave teil, in dem Paul II. zum Papst gewählt wurde. Er war der Großonkel von Kardinal Amanieu d’Albret.
Sein Grabmal befindet sich in Rom in der Kirche Santa Maria in Aracoeli und wurde von Andrea Bregno gestaltet.